# Rötschbach
Der Rötschbach ist ein 16 Kilometer langer Bach im Gebiet der Marktgemeinden Semriach, Gratkorn und Peggau im Bezirk Graz-Umgebung in der Steiermark. Er entspringt am nordwestlichen Hang des Schöckls, durchfließt einen Teil des östlichen Grazer Berglandes und eine Klamm, ehe er von links kommend in die Mur mündet. Auf seinen Lauf bildet er den Kesselfall und durchfließt die nach dem Wasserfall benannte Kesselfallklamm.

## Verlauf

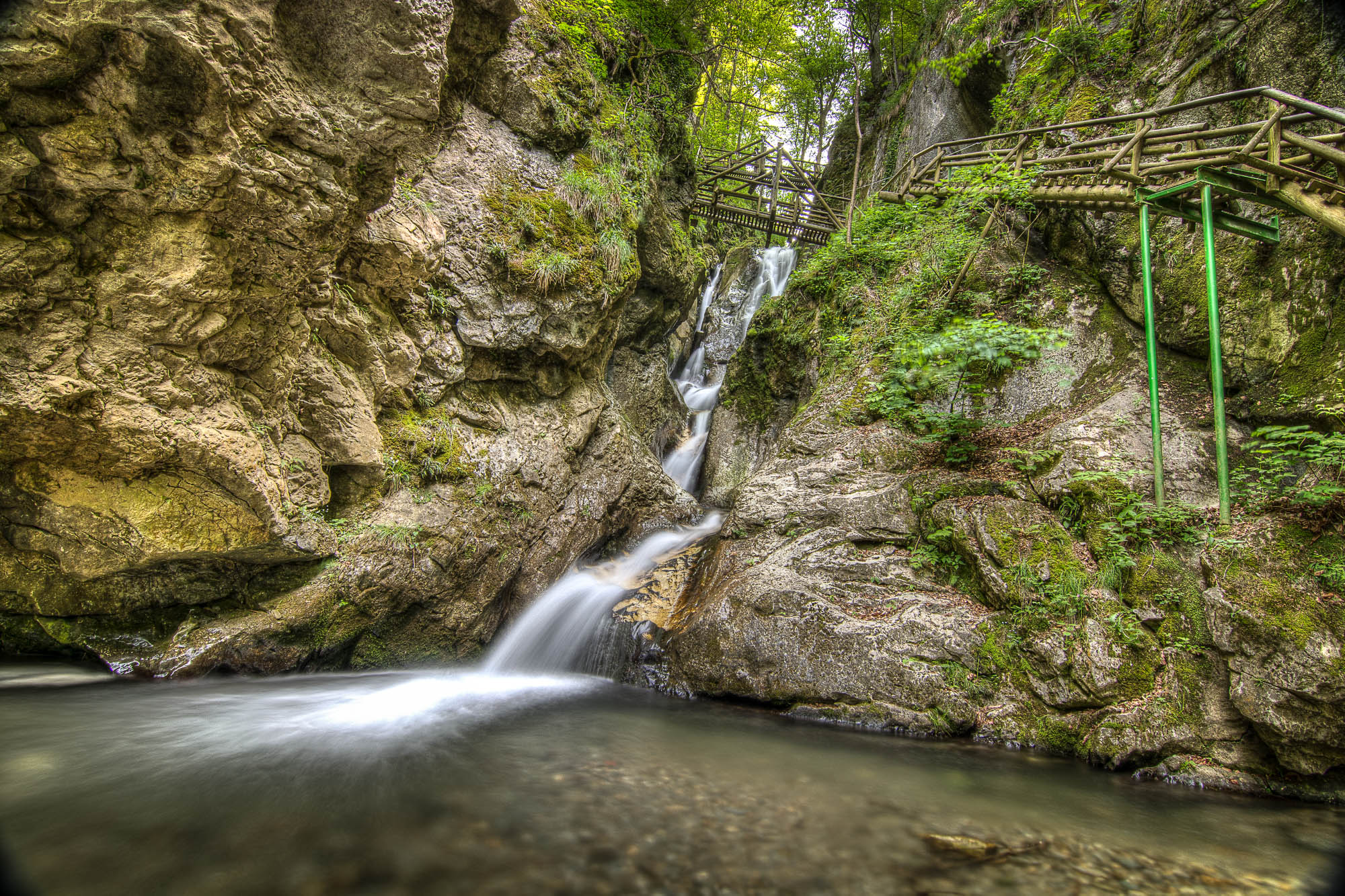
Der Kesselfall in der Kesselfallklamm

Der Rötschbach entsteht als Oberer Rötschbach in einem Waldgebiet am nordwestlichen Hang des Schöckls auf etwa 1113 m ü. A., etwa 750 Meter nordwestlich des Stubenberghauses.
Der Bach fließt anfangs für etwa 1,5 Kilometer durch ein Waldgebiet nach Nordwesten, ehe er westlich der Streusiedlung Hochstraße auf einen Westsüdwestkurs schwenkt. Diesem Kurs folgt der Obere Rötschbach für etwa 3,6 Kilometer, ehe er südwestlich der Kerschbaummühle den von rechts kommenden Prompschbach aufnimmt und nach Südsüdwesten abknickt. Ab der Mündung des Prompschbaches trägt der Bachlauf den Namen Rötschbach. Im folgenden Abschnitt durchfließt der Rötschbach eine von ihm gebildete Klamm, die nach dem 38 Meter hohen Kesselfall als Kesselfallklamm bekannt ist. Diese Klamm liegt zwischen zwei Ausläufern des Semriacher Hausberges im Westen und des Schöckls im Osten. Nach etwa 600 Metern verlässt der Bach die Klamm und auch den Wald. Infolge durchfließt er den zwischen dem Hausberg und dem Eichberg gelegene Streusiedlung Augraben. Nach rund 2,2 Kilometern nimmt er den von links kommenden Rannachbach auf und biegt in südwestliche und westsüdwestliche Richtung ab. Ab der Mündung des Rannachbaches bildet der Rötschbach dabei auch die Gemeindegrenze zwischen Semriach und Gratkorn. Auf dem Kurs nach Südwesten verbleibt der Bach für gut 5 Kilometer und fließt dabei durch die Streusiedlung Rötschgraben, ehe er das Gemeindegebiet von Peggau und die Rotten Friesach und Unterfriesach erreicht. Nach dem Verlassen des Gemeindegebietes von Peggau und der Rotte Unterfriesach schwenkt der Bach auf einen Kurs nach Südwesten, auf dem er bis zu seiner Mündung auch bleibt und unterquert dabei die Pyhrn Autobahn A 9 sowie die Grazer Straße. Der Rötschbach mündet nach gut 16,2 Kilometer langem Lauf mit einem mittleren Sohlgefälle von rund 45 ‰ etwa 732 Höhenmeter unterhalb seines Ursprungs nordwestlich des Dorfes Eggenfeld und westlich der Pyhrn Autobahn und der Grazer Straße in die Mur.
Auf seinem Lauf nimmt der Rötschbach einige größere benannte sowie auch zahlreiche unbenannte Wasserläufe auf.
Der Rötschbach bildet in seinem Mittellauf die Grenze zwischen den beiden Marktgemeinden Semriach und Peggau mit den Katastralgemeinden Windhof und Friesach im Nordwesten sowie der Marktgemeinde Gratkorn mit den Katastralgemeinden Freßnitz, Forstviertel und Friesach-St. Stefan im Südosten.

## Kesselfallklamm
Die vom Rötschbach durchflossene Kesselfallklamm ist ein beliebtes Ausflugsziel. Bereits 1873 wurde mit der Anlage eines Fußweges und dem Bau einer Steiganlage bis zum namensgebenden Wasserfall begonnen. Auf Betreiben Ernst von Coelins machte der Steirische Gebirgsverein im Jahr 1904 die gesamte Klamm vom Gasthaus Sandwirt bis zur Kerschbaummühle begehbar. Die Steiganlage wurde am 31. Juli 1904 eröffnet.

## Zuläufe
| Zuläufe und Bauwerke \| Rötschbach (Mur) \| Rötschbach (Mur) \| Rötschbach (Mur) \| Rötschbach (Mur) \| Rötschbach (Mur) \| \| ---------------- \| ----------------------- \| ---------------- \| ------------------------- \| ---------------- \| \| Legende \| \| \| \| \| \| \| Semriach \| \| Semriach \| \| \| \| \| \| \| \| \| \| \| \| Schöcklbach \| \| \| \| Zweintscherbach \| \| \| \| \| \| Stelzerbach \| \| \| \| \| \| \| \| Östlicher Oberrötschbach \| \| \| \| Östlicher Adambauerbach \| \| \| \| \| \| \| \| Westlicher Oberrötschbach \| \| \| \| Trattnerhofbach \| \| \| \| \| \| Jägermühlenbach \| \| \| \| \| \| Prompschbach \| \| \| \| \| \| Kesselfall \| \| \| \| \| \| Kaltbach \| \| \| \| \| \| Hausberggraben \| \| \| \| \| \| \| \| Glettbach \| \| \| \| Steinbruchbach \| \| \| \| \| \| \| \| Rannachbach \| \| \| \| \| \| Gratkorn \| \| \| \| Maderbauergraben \| \| \| \| \| \| \| \| Rannachbach \| \| \| \| Sengbauergraben \| \| \| \| \| \| \| \| Gastbauergraben \| \| \| \| Sengbauergraben \| \| \| \| \| \| Eichbauergraben \| \| \| \| \| \| \| \| Haselleitgraben \| \| \| \| Peggau \| \| \| \| \| \| Lantschbauer Graben \| \| \| \| \| \| Gratkorn \| \| \| \| \| \| \| \| Petschenbach \| \| \| \| \| \| Haritzbach \| \| \| \| Pyhrn Autobahn A 9 \| \| \| \| \| \| Grazer Straße B 67 \| \| \| \| \| Mur \| \| \| \| \| |                         |  |                           |  |
| Rötschbach (Mur) |                         |  |                           |  |
| Legende |                         |  |                           |  |
| | Semriach                |  | Semriach                  |  |
| |                         |  |                           |  |
| |                         |  | Schöcklbach               |  |
| | Zweintscherbach         |  |                           |  |
| | Stelzerbach             |  |                           |  |
| |                         |  | Östlicher Oberrötschbach  |  |
| | Östlicher Adambauerbach |  |                           |  |
| |                         |  | Westlicher Oberrötschbach |  |
| | Trattnerhofbach         |  |                           |  |
| | Jägermühlenbach         |  |                           |  |
| | Prompschbach            |  |                           |  |
| | Kesselfall              |  |                           |  |
| | Kaltbach                |  |                           |  |
| | Hausberggraben          |  |                           |  |
| |                         |  | Glettbach                 |  |
| | Steinbruchbach          |  |                           |  |
| |                         |  | Rannachbach               |  |
| |                         |  | Gratkorn                  |  |
| | Maderbauergraben        |  |                           |  |
| |                         |  | Rannachbach               |  |
| | Sengbauergraben         |  |                           |  |
| |                         |  | Gastbauergraben           |  |
| | Sengbauergraben         |  |                           |  |
| | Eichbauergraben         |  |                           |  |
| |                         |  | Haselleitgraben           |  |
| | Peggau                  |  |                           |  |
| | Lantschbauer Graben     |  |                           |  |
| | Gratkorn                |  |                           |  |
| |                         |  | Petschenbach              |  |
| |                         |  | Haritzbach                |  |
| | Pyhrn Autobahn A 9      |  |                           |  |
| | Grazer Straße B 67      |  |                           |  |
| Mur |                         |  |                           |  |